# Bosnyaci
Bosnyaci (horvátul: Bošnjaci) falu és község Horvátországban Vukovár-Szerém megyében. 

## Fekvése
Vukovártól légvonalban 38, közúton 53 km-re délnyugatra, Zsupanyától 5 km-re délkeletre, a Nyugat-Szerémségben, a Zsupanyai Szávamentén, a Száva bal partján, a folyó és a Zágráb-Lipovac autópálya között, a Szpacsva-medencében fekszik.

## Történet
A Bosnyaci és Atak között fekvő „Popernjak” régészeti lelőhely leletei alapján itt már az őskorban éltek emberek. Az egykori enyhe kiemelkedésen a zsupanyai városi múzeum munkatársai Stjepan Gruber vezetésével folytattak feltárásokat. A nagyszámú lelet az időszámítás kezdete előtt ezer évvel virágzott késő bronzkori urnamezős kultúra Barice – Gređani csoportjához tartozó település és hamvasztásos temetőjének maradványaira utal. A hely tudományos jelentőséggel bír, mivel a régészeti leletek ígéretesek egy jövőbeli tervszerű kutatás szempontjából. 
Bosnyaci és Atak között a Virovi nevű félszigeten állt a középkorban Vérvár vára. Az egykori erődítményből ma is látszik a kettős sánccal övezett kerek kiemelkedés, melynek harmadik sáncát az útépítés során megsemmisítették. A várat 1437-ben „Castrum seu castellum Weruar” alakban említi Zsigmond király oklevele, mint a magbanszakadt Alsáni János birtokát, melyet a Tallóciaknak adományozott. 1446-ban Berzsenyi Kelemen kezére került és ekkor felsorolják tartozékait is. A várat ekkor „Castellum Werwar” néven említik, később viszont már nem szerepel írott forrásban. 1476-ban már Atak volt az uradalom központja. Ugyanebben az évben tűnik fel a középkori Bosnyaci, melyet „Bosnpaczy”, „Boznyaczy” alakban említenek.
A török 1536-ban ellenállás nélkül szállta meg ezt a területet és a Szerémi szandzsákhoz csatolta. Az 1570-es török defterben a falu Bosnak néven 11 háztartással és 2200 akcse adóval szerepel. A török uralom 1691-ig tartott. Az új határ a Száva folyó lett, így Bosnyaci határfaluvá vált. 1745-től megkezdődött a katonai határőrvidék szervezése és 1747-ben megalakították a határőrezredeket és a település a Bródi határőrezred 11. századának igazgatása alá került. A századparancsnokság a szomszédos Zsupanyán volt. 1845. szeptember 16-án itt bocsátották vízre az első szávai gőzhajót a Slogát. 1873-ban megszüntették a katonai igazgatást és 1881-ben Bosnyacit is a polgári Horvátországához csatolták. Fontos dátum a község életében 1897. május 22, amikor tiltakozás zajlott a horvát parlament képviselőjelöltje ellen, akit a bosnyaci polgárokkal erőszakkal akartak megválasztatni. Az összecsapásban nyolc helybeli halt meg és mintegy száz sebesült volt. Ma erre emlékezve május 22-én ünneplik a község napját és a tragikus eseményt „Véres bosnyaci választásoknak” nevezik.

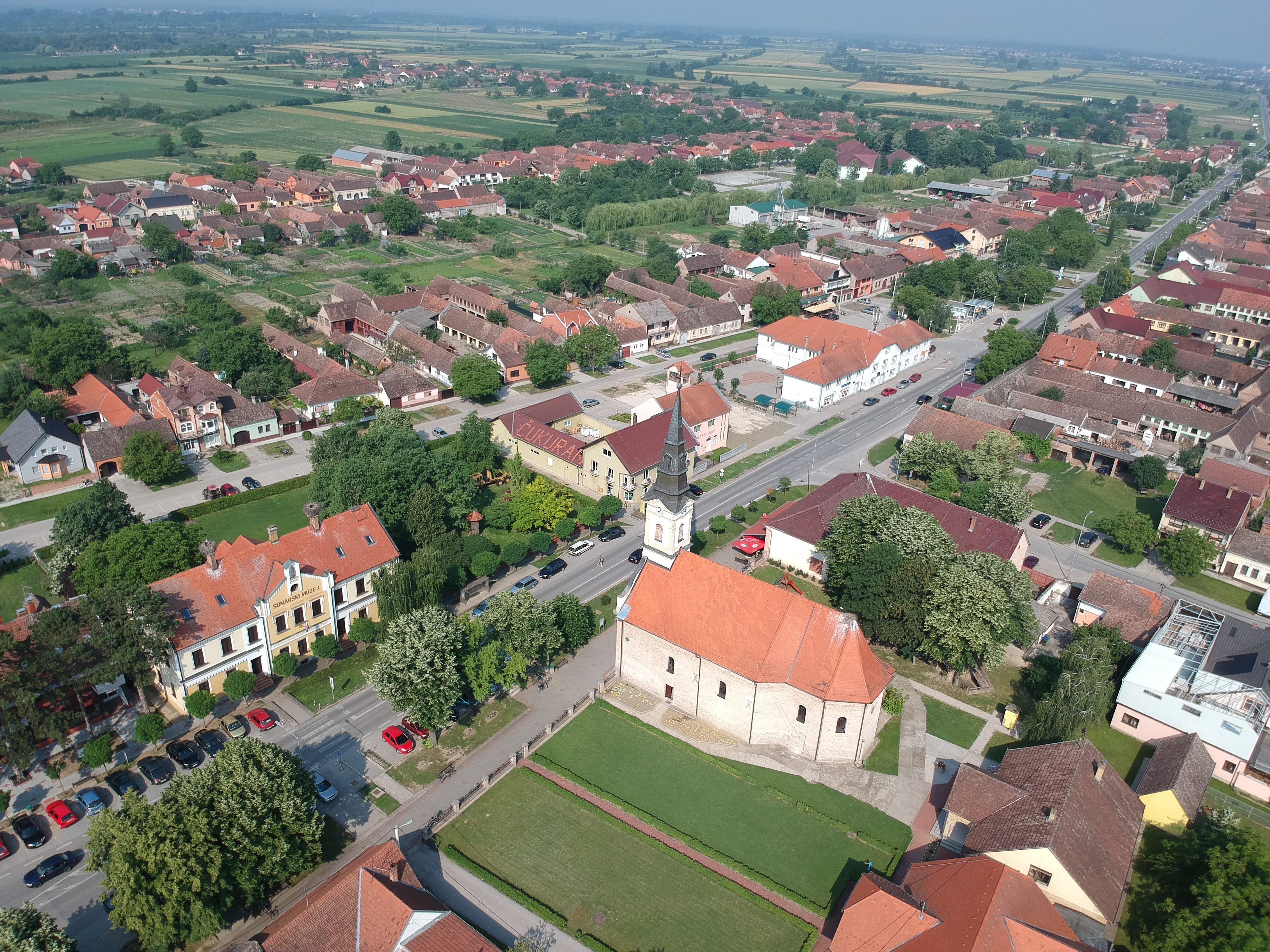
A templom és az Erdészeti Múzeum

A településnek 1857-ben 3100, 1910-ben 4783 lakosa volt. Szerém vármegye Zsupanyai járásához tartozott. Az 1910-es népszámlálás adatai szerint lakosságának 90%-a horvát, 2%-a szerb, 1%-a német anyanyelvű volt. A település az első világháború után az új szerb-horvát-szlovén állam, majd később (1929-ben) Jugoszlávia része lett. 1941 és 1945 között a Független Horvát Államhoz tartozott, majd a szocialista Jugoszlávia fennhatósága alá került. 1945 és 1963 között Szűz Mária és néhány szent jelenései történtek a faluban. Ezek az események nagy visszhangot váltottak ki a horvát katolikus hívők között, de hivatalosan ezeket a jelenéseket eddig nem vizsgálták. Vinko Juzbašić és a szerémi egyházmegye papja, Petar Šokčević erről az eseményről írnak „Ukazanja u Bošnjacima 1945.-1963.” (Jelenések Bosnyaciban 1945-1963-ban) című könyvükben. Šokčević tanúként írja le az eseményeket, és a könyvben bemutatja ezen események légkörét, a látnokokról pedig portrét készít. A település 1991-től a független Horvátország része. 1991-ben lakosságának 96%-a horvát nemzetiségű volt. A Horvátországi háborúban 360 bosnyaci önkéntes vett részt, akik közül heten elestek és sokan súlyosan megsebesültek. 1993-ig a település Zsupanya községhez tartozott, azóta önálló község. A településnek 2011-ben 3901 lakosa volt.

## Népessége
| Lakosság változása | Lakosság változása | Lakosság változása | Lakosság változása | Lakosság változása | Lakosság változása | Lakosság változása | Lakosság változása | Lakosság változása | Lakosság változása | Lakosság változása | Lakosság változása | Lakosság változása | Lakosság változása | Lakosság változása | Lakosság változása |
| ------------------ | ------------------ | ------------------ | ------------------ | ------------------ | ------------------ | ------------------ | ------------------ | ------------------ | ------------------ | ------------------ | ------------------ | ------------------ | ------------------ | ------------------ | ------------------ |
| 1857               | 1869               | 1880               | 1890               | 1900               | 1910               | 1921               | 1931               | 1948               | 1953               | 1961               | 1971               | 1981               | 1991               | 2001               | 2011               |
| 3.100              | 3.955              | 4.475              | 4.350              | 4.622              | 4.783              | 4.386              | 4.473              | 4.329              | 4.529              | 4.769              | 4.741              | 4.531              | 4.426              | 4.653              | 3.901              |

## Gazdaság
A mezőgazdaság és az erdészet mellett a múltban sok bosnyaci család számára jelentett kiegészítő jövedelemforrást a kézimunkák és női kézműves termékek, különösen a csipkék előállítása. Ma a vállalkozói övezet jelenti a fejlődés ígéretes útját. A községben több termelőüzem, mezőgazdasági családi gazdaság, állattenyésztő és mezőgazdasági szövetkezet működik. A turizmus fejlesztése érdekében a Spacsva-medencében több piknikterületet és sétányt alakítottak ki, valamint bővítették a vendéglátás lehetőségeit. 2007-ben megnyílt az Erdészeti Múzeum.

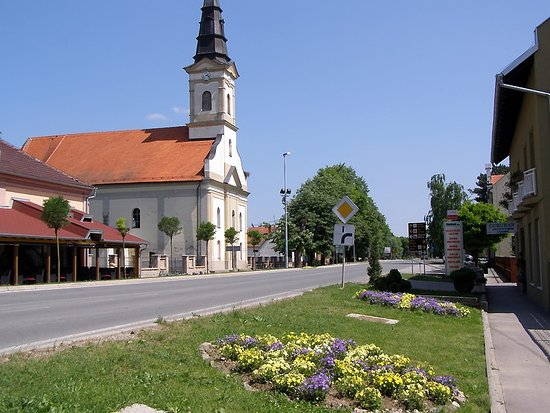
A Szent Márton templom

## Nevezetességei
- Szent Márton tiszteletére szentelt római katolikus templomát[5] 1792-ben építették barokk stílusban a falu központjában. Egyhajós épület sokszögű szentéllyel, a homlokzat felett emelkedő kétemeletes harangtoronnyal. A főhomlokzatot enyhén kiemelkedő rizalitok osztják három részre. Középső részén található az architrávval lezárt főbejárat. A bejárattól balra és jobbra falfülkékben apostolok szobrai vannak elhelyezve. A harangtornyot hullámos vonalú attika keretezi. A hajót baldahinos, a szentélyt félkupolás boltozattal fedték.

- Az erdészeti múzeumot egy 1869-ben épült épületben alapították. Létrehozására az 1960-as és 1970-es években indult kezdeményezés. A múzeum 2004-től 500 négyzetméteres területen alakították ki a régi iskolaépületben. A múzeumot végül 2007-ben nyitották meg. Bemutatja a környék erdőgazdálkodásának történetét, különös tekintettel a Spacsva-medencére, amely szlavóniai tölgyerdeiről ismert. A tárgyak egy részét a helyiek adományozták a múzeumnak. Ezek általában faszerszámok készítéséhez használt eszközök és az erdőben való munkavégzéshez, valamint az erdőből való fa szállításához használt eszközök. A legtöbb tárgy az UŠP Vinkovci erdőgazdaságból származik.

- Bosnyaci és Atak között a „Virgrad” lelőhelyen[6] találhatók Vérvár középkori várának maradványai. A maradványok egy félszigeten helyezkednek el. A központi, 4 méteres kiemelkedés átmérője 20 méter, melyet mély, kettős árok övez. A harmadik, külső árok egy út építésével elpusztult. A történeti forrásokban a várat 1428 és 1476 között említik. A Vinkovci Városi Múzeum 1970-ben itt végzett régészeti kutatásokat. Ennek során fából épített paliszádokat, durva és finomabb megmunkálású középkori kerámiákat, tűzhely maradványait és fémtárgyakat találtak. A hely tudományos jelentőséggel bír, mivel az eddigi eredmények alapján a jövőbeni kutatás jelentős régészeti eredményeket hozhat.

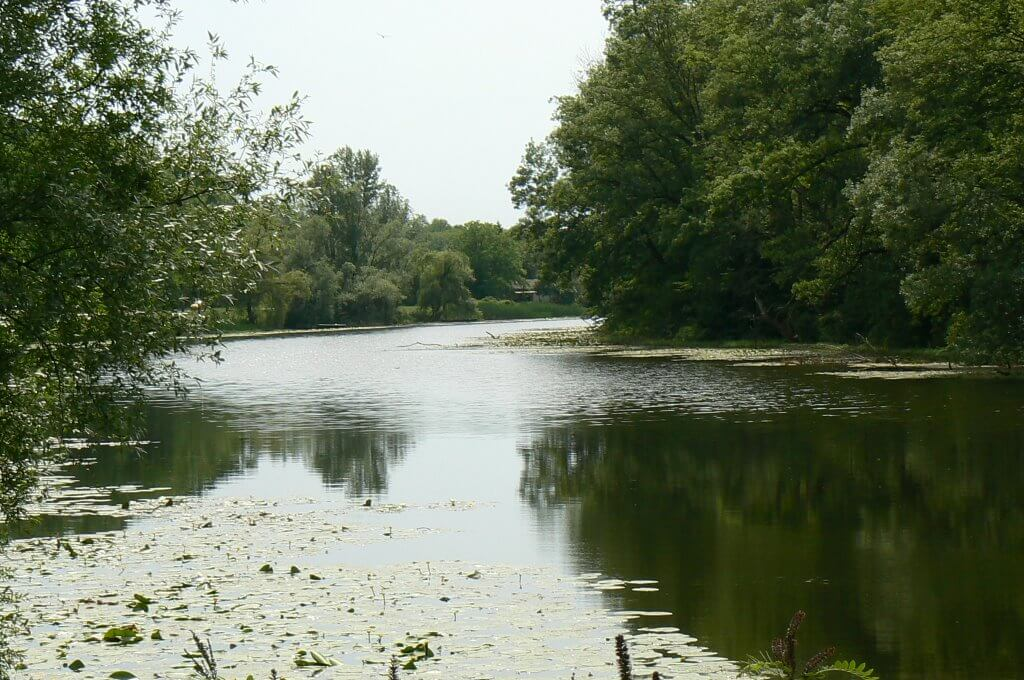
A Virovi látképe

- A Virovi, vagy Vjerovi egy 18380 méter hosszú, átlagosan körülbelül 60 méter széles és 2–7 méter mély vízfolyás, amelynek medrét a Száva folyó túlfolyása képezte, mivel a magas vízszintek idején mellékága volt. Manapság, amikor a töltés kiépítése miatt nincs közvetlen kapcsolat a Száva-folyóval, a Virovi a Bosnyaci és Atak térségében található erdőkből gyűjt vizet és az év nagy részében a mocsárként, illetve áramló vizű tóként látható. Környéke ideális feltételeket biztosít a pihenéshez, horgászathoz, vadászathoz, sétához és gombaszedéshez. A tavaszi és őszi heves esőzések során a vízszint jelentősen megemelkedik. Ekkor a Virovi természetes kapcsolatot létesít a Szpacsva folyóval, majd rajta keresztül Bosut és Száva folyóval. Vízszintjében jelentős szerepet játszik a talajvíz is, így soha nem szárad ki. A vízutánpótlás a természetes jelenségéből származik a Virovi név (vir = forrás), amelyet néhányan Bosnyaciban Vjerovinak is neveznek. Gazdag élőhelye különböző növény- és állatfajok számára nyújt menedéket. A buja növényzetnek köszönhetően vizében különféle rovarok is találhatók, amelyek sok hal és más állat számára jelentenek táplálékot. A vízben számos halfaj is él, többek között ponty, csuka, harcsa, kárász, sügér, keszeg stb. A madarak közül kiemelkedik a fehér gólya, a fekete gólya, a fehér gém, a szárcsa, a szürke gém, a vadkacsa, a halászsas, a vadgalamb és a rétisas. A vidra emlősök közül vidra él a vízben, a környék erdeiből pedig róka, vaddisznó, őz és szarvas jön inni. Általánosságban elmondhatjuk, hogy Vjerovi állat- és növényvilága hasonló a Kopácsi-rét állat- és növényvilágához.

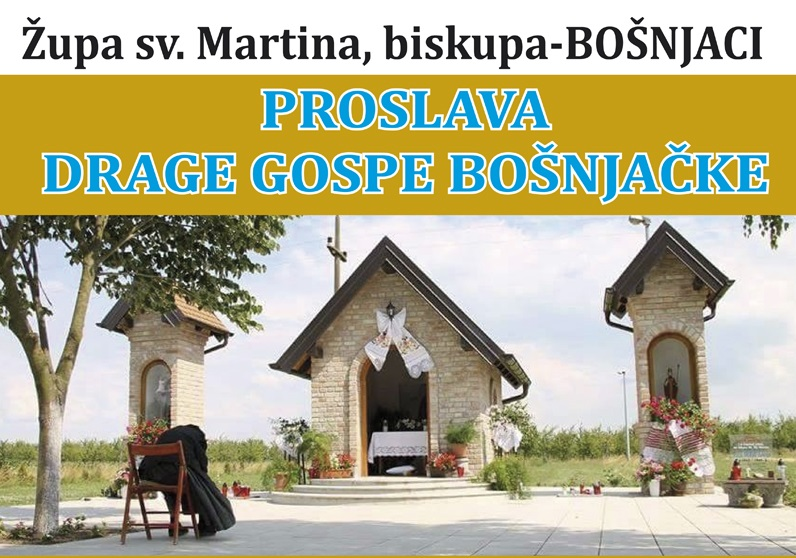
A jelenések helye ma

- A Bosnyaci Boldogasszony szentélye, az 1945 és 1963 közötti jelenések helyén épült.

- A topolai Szent Antal templom 1998-ban épült.

- Bošnjaci és Otok települések között található az őskori „Popernjak” régészeti lelőhely. A lelőhely egy egykori kiemelkedés maradványain, teljesen sík terepen helyezkedik el. A régészeti kutatásokat a Stjepan Gruber helytörténeti múzeum végezte, melyek során nagy mennyiségű régészeti leletet találtak. A leletek megerősítik az urnamezős kultúra Barice - Gređani kulturális csoportjához tartozó településének és nekropoliszának ittlétét.[7]

## Kultúra
- A KUD Branimir kulturális és művészeti egyesületet 1914-ben „Hrvatsko katoličko prosvjetno omladinsko društvo Branimir“ néven alapították az akkori plébános kezdeményezésére az első világháború kitörése előtt két hónappal.

- ŽVA Nene női énekkar
- ŽPS Snaše női énekkar
- MPS Baće férfi énekkar

## Oktatás
„fra Bernardin Toma Leaković” általános iskola 

## Sport
- NK Zrinski Bošnjaci labdarúgóklub. 1932-ben alapították, a csapat a megyei 1. ligában szerepel.
- RK Zrinski Bošnjaci kézilabdaklub
- ŠK Bošnjaci sakk-klub. A klub 1996 óta Open Bošnjaci néven sakktornát szervez.
- ŠRU „Virovi” Bošnjaci sporthorgászklub
- Zrinski Bošnjaci taekwondoklub
- A településen 1996 óta rendezik meg a „Bošnjaci” kispályás labdarúgótornát.

## Egyesületek
A DVD Bošnjaci önkéntes tűzoltó egyesületet 1905-ben alapították. 2016-ban 48 tagja volt, közülük 6 fiatal. Az egyesület „Bosnyaci tűzoltásának évszázada (1905-2005)” címmel 2007-ben monográfiát adott ki. 